# Li C’-čcheng
Li C’-čcheng (22. září 1606 – 1644), (čínsky pchin-jinem Lǐ Zìchéng, znaky 李自成), rodným jménem Li Chung-ťi (čínsky pchin-jinem Lǐ Hóngjī, znaky zjednodušené 李鸿基, tradiční 李鴻基), byl čínský bojovník, žijící na sklonku období vlády dynastie Ming, který se prohlásil za Potulného krále (闖王, Chuǎng Wáng).
Li vyrostl jako pastevec a ve věku 20 let se naučil jezdit na koni a střílet z luku. Podle pověstí byl v roce 1630 pranýřován pro své dluhy vůči vedení města. Skupina vzbouřenců jej z pout vysvobodila a prohlásila za svého vůdce. Během tří let pak Li získal na 20 000 stoupenců, se kterými napadal a zabíjel vysoké úředníky v provinciích Che-nan, Šan-si a Šen-si. Roku 1641 dobyl Nanking a císařova mladšího syna prince Ču Čchang-süna, který vedl obranu města, nechal uvařit zaživa v kotli.  
Když v dubnu 1644, Liovi rebelové vydrancovali Peking a poslední císař dynastie Ming spáchal sebevraždu, prohlásil se Li císařem dynastie Šun. Li zemřel krátce poté, co byla jeho armáda poražena mandžuskými nájezdníky a vojáky generála Wu San-kueje. Buď spáchal sebevraždu, nebo byl zabit pro-mingskými milicemi během útěku. Některé pověsti říkají, že při porážce nezemřel, ale odešel do kláštera a stal se mnichem.